# Паламізм
Паламізм — це богословсько-філософське вчення, що виникло у Візантії в XIV столітті та сформувалося на основі праць Григорія Палами та його учнів. 
Паламізм розвивався в контексті суперечок із візантійськими платоніками та католицькою схоластикою, зокрема з томізмом. Паламізм є центральним елементом православного богослов'я, який був прийнятий як догмат у Православній Церкві на П'ятому Константинопольському соборі. 

## Історичний контекст

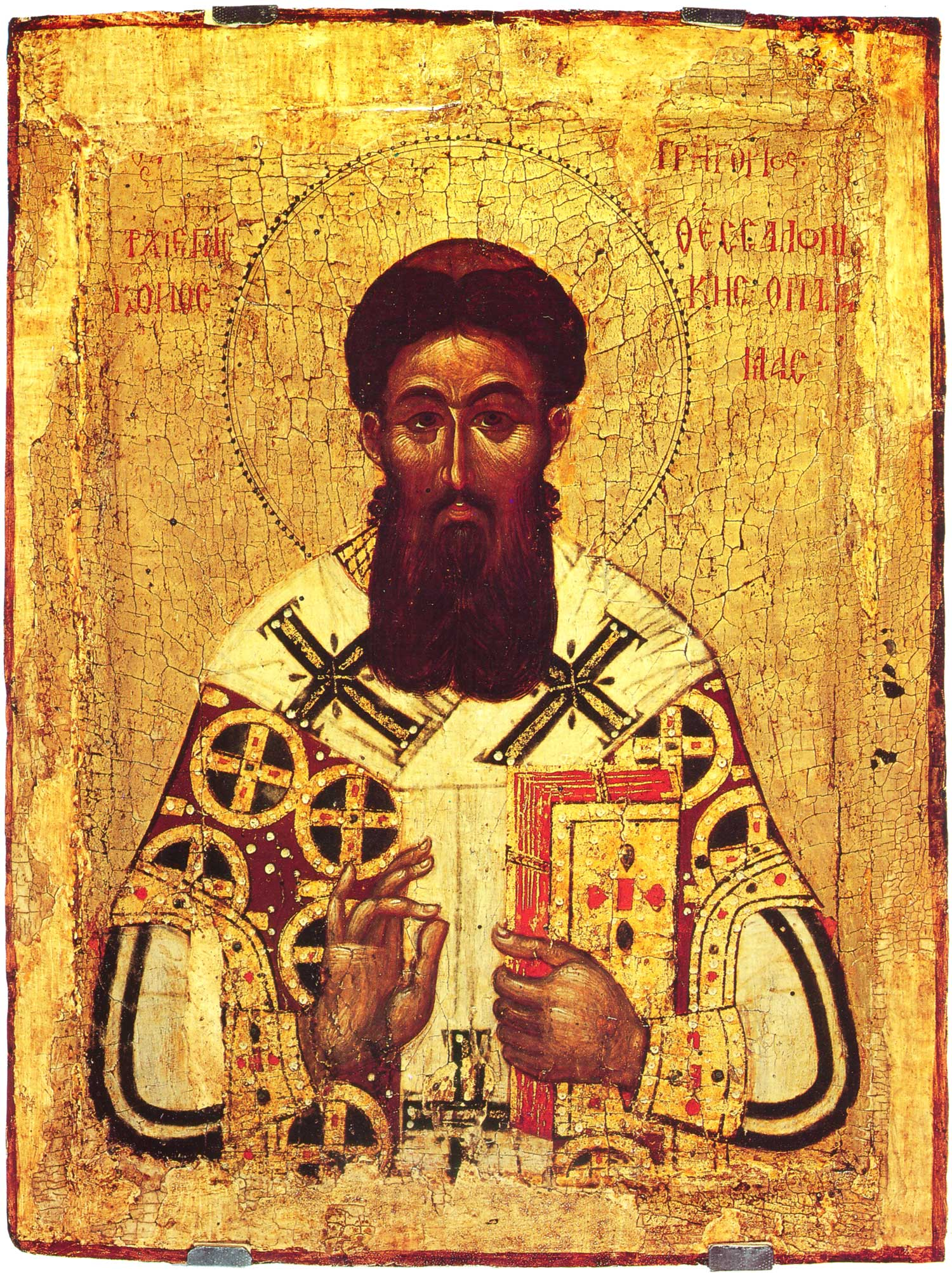
Григорій Палама

Після завоювання Константинополя хрестоносцями у 1204 році у Візантії розпочався інтелектуальний підйом, що привів до появи кількох конкуруючих філософсько-богословських напрямків. У XIV столітті виникла полеміка між візантійськими неоплатоніками та прихильниками платонізму, що привело до формування паламізму як захисної доктрини традиційного православного неоплатонізму. Важливою подією стала суперечка між Григорієм Паламою та Варлаамом Калабрійським, яка завершилася перемогою першого на П'ятому Константинопольському соборі.

## Основні положення

### Сутність і енергії Бога
Ідея про те, що сутність і енергії Бога є різними, є одним із центральних положень паламізму. На думку Палами, сутність Бога є цілком трансцендентною і невідомою для створеного світу. Містицизм дозволяє людям пізнавати і відчувати божественні енергії, які є проявами діяльності Бога у світі. Суперечка Палами з представниками візантійського платонізму та католицькими теологами точилася саме навколо цього вчення.

### Онтологічний дуалізм
Паламізм стверджує дуалізм між трансцендентними та іманентними аспектами природи Бога. Хоча сутність Бога є абсолютно незбагненною, Його енергії дозволяють Йому мати прямий зв'язок зі світом. Це розрізнення дозволило Паламі розглянути можливість містичного союзу між Богом і людством, не суперечачи загальноприйнятій християнській вірі в незмінність Божої сутності.

### Містичне пізнання Бога
Паламізм підкреслює, що саме містичний досвід, а не інтелектуальне розуміння, є шляхом до справжнього пізнання Бога. Шлях до пізнання Бога через Його нестворене світло пролягає через ісихастську практику, яка складається з аскетичного життя, внутрішнього очищення та глибокої молитви, зокрема Ісусової молитви. Це світло асоціюється зі Фаворським світлом , яке, згідно з Євангелієм, апостоли бачили під час Преображення Христа.

### Теозис і участь у Божественних енергіях
Згідно з паламізмом, обоження (теозис), або уподібнення до Бога і з'єднання з Ним через Його енергії, є однією з головних цілей християнського життя. Людина не може стати Богом у сутності, але може брати участь у Божественному житті через споглядання та прийняття Божих енергій. Це вчення стало ключовим для православного богослов'я і відрізняється від західної схоластики, яка наголошує на вічному блаженстві через бачення Божої сутності.

### Критика раціонального пізнання Бога
Спроби раціонально осягнути Бога відкидаються паламізмом як недостатні та обмежені. Зокрема, схоластика критикується за спроби раціонально захищати християнську доктрину. Натомість Палама стверджував, що єдиний спосіб пізнати Бога — це безпосередній духовний досвід, який стає можливим завдяки благодаті Святого Духа.

## Полеміка з католицькою теологією
Паламізм відкинув концепцію «філіокве» та вчення Августина про Бога як суто просту сутність без енергій. Томізм, представлений Томою Аквінським, стверджував, що в Богові всі властивості є тотожними Його сутності. Паламізм натомість підкреслював відмінність між сутністю та дією Бога, що було сприйнято католицькими теологами як суперечливе і єретичне. Крім того, Палама доводив, що людське пізнання Бога можливе лише через Його енергії, тоді як томізм стверджував про можливість розумового пізнання сутності Бога.

### Критика паламізму з боку західного християнства
Католицькі богослови критикували паламізм за введення поділу в самій природі Бога. Західна схоластика, зокрема томізм, наголошувала на абсолютній простоті Божої сутності, де всі властивості Бога є тотожними Його природі. Вчення Палами про розрізнення між сутністю та енергіями розцінювалося як дуалістичне та суперечливе. Томістські теологи вважали, що таке розмежування загрожує єдності Бога та вводить елементи неоплатонічного еманаціонізму в християнську доктрину.
Західне богослов'я також критикувало паламізм за надмірний містицизм та відхід від раціональної теології. Вчення про нетварне Фаворське світло та можливість його споглядання вважалося спекулятивним і таким, що не узгоджується з традиційним вченням про благодать. Крім того, акцент на містичному досвіді, а не на розумовому пізнанні Бога, суперечив схоластичному методу, який вбачав у раціональному аналізі важливий елемент богослов'я.

## Подальший розвиток
Після смерті Палами його вчення було розвинене Калістом Ангелікудом у 1360-х роках, який адаптував його для полеміки з томістами. У XV столітті паламізм поступово занепав, хоча залишив суттєвий вплив на православну богословську традицію. Візантійські богослови Геннадій Схоларій та Марк Ефеський стали його останніми значними представниками. В умовах падіння Візантії та османського завоювання паламізм був визнаний офіційною православною доктриною.

## Вплив і значення
Хоча паламізм містить внутрішні суперечності, його концепція енергій стала важливою частиною православного богослов'я. Вчення Палами було канонізоване Православною церквою на Константинопольському соборі 1351 року і залишається впливовим у східнохристиянській традиції. У сучасному православному богослов'ї паламізм продовжує відігравати важливу роль, зокрема у вченні про богопізнання, обоження та містичний досвід.
Паламізм є унікальною формою християнського неоплатонізму, що намагався поєднати містицизм із раціональною теологією. Його основна відмінність від західного богослов'я полягає в акценті на трансцендентності Божої сутності та можливості містичного пізнання через Його енергії. Вплив паламізму можна знайти в працях таких богословів, як Симеон Новий Богослов, Паїсій Величковський та деяких представників сучасного православного богослов'я.